# Campouriez
Campouriez [kɑ̃puʁjɛs] est une commune du Pays du Haut Rouergue (création approuvée par arrêté du 11/08/04), elle est située dans le département de l'Aveyron en région Occitanie. Elle fait donc partie de l'ancienne province du Rouergue dont le parler traditionnel est une forme de l'occitan : le dialecte rouergat.

## Géographie

### Localisation et communes limitrophes
La commune de Campouriez se trouve au nord  du département de l'Aveyron, dans la petite région agricole de Viadène et vallée du Lot.
Elle se situe à 56 km par la route de Rodez, préfecture du département et à 28 km de Laguiole, bureau centralisateur du canton d'Aubrac et Carladez dont dépend la commune depuis 2015. La commune fait en outre partie du bassin de vie d'Entraygues-sur-Truyère.
Les communes les plus proches sont, : 
Saint-Hippolyte (2,7 km), Montézic (3,4 km), Saint-Amans-des-Cots (4,2 km), Entraygues-sur-Truyère (5,7 km), Lapeyrugue(15) (6,6 km), Florentin-la-Capelle (6,9 km), Murols (7,6 km), Montsalvy(15) (8,6 km), Le Fel (8,9 km).

### Hydrographie

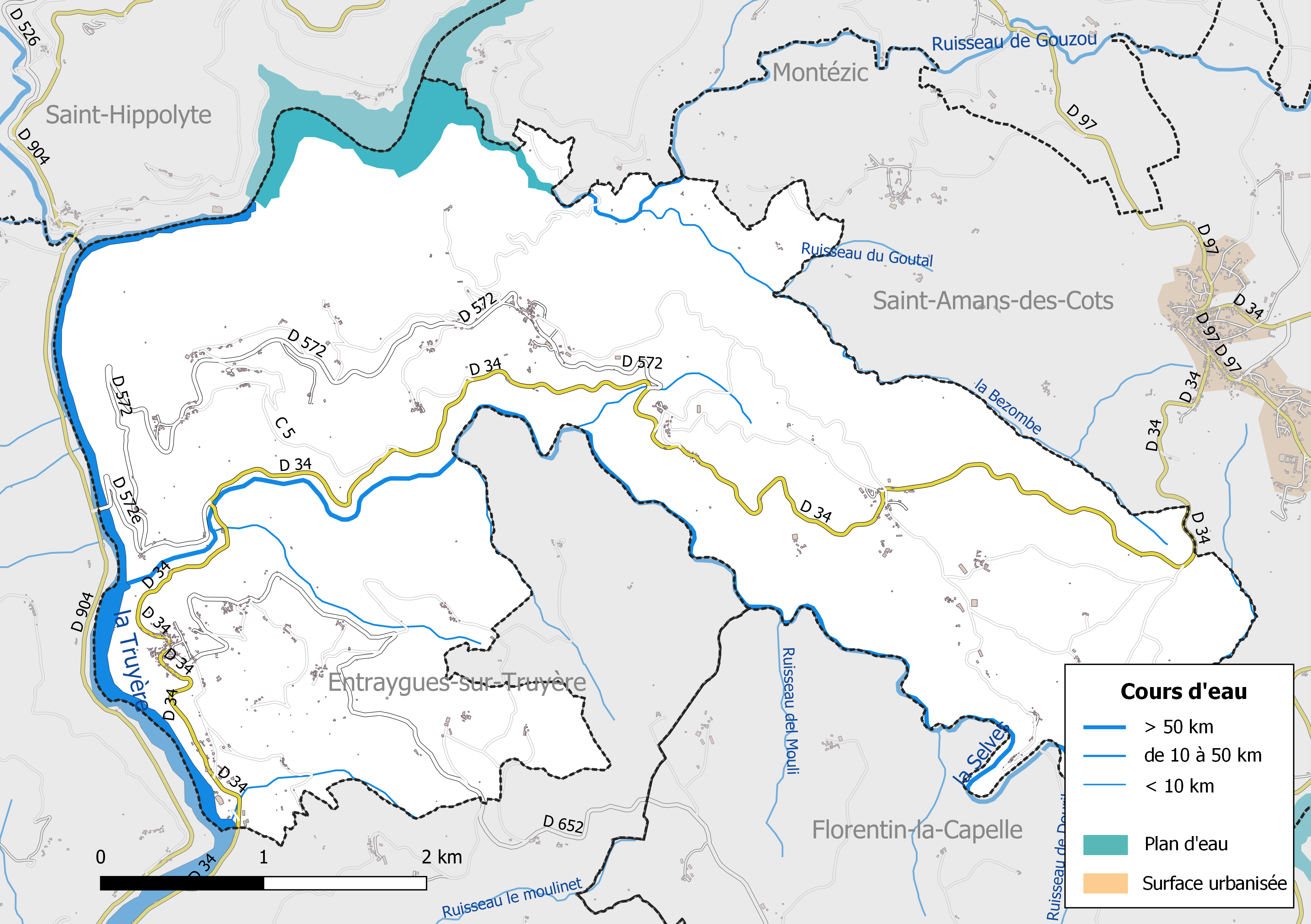
Réseaux hydrographique et routier de Campouriez.

La commune est drainée par la Truyère, la Selves, le Ruisseau de Gouzou, la Bezombe et le ruisseau du Goutal et par divers petits cours d'eau.
La Truyère, d'une longueur totale de 167,2 km, prend sa source dans la commune de Monts-de-Randon (48) et se jette  dans le Lot  à Entraygues-sur-Truyère, après avoir arrosé 39 communes.
Le Goul, d'une longueur totale de 52 km, prend sa source dans la commune de Pailherols (15) et se jette  dans la Truyère à Campouriez, après avoir arrosé 14 communes.
La Selves, d'une longueur totale de 44,5 km, prend sa source dans la commune de Laguiole et se jette  dans la Truyère à Campouriez, après avoir arrosé 7 communes.
Le Ruisseau de Gouzou, d'une longueur totale de 11,1 km, prend sa source dans la commune de Saint-Amans-des-Cots et se jette  dans la Truyère à Saint-Hippolyte, après avoir arrosé 4 communes.
Le lac de Couesques est un lac de retenue lié au barrage de Couesques. Il s'étend sur 2,40 km2 et 12 km de longueur. Outre les communes de Campouriez et Saint-Hippolyte, la retenue baigne également quatre autres communes : Brommat et Lacroix-Barrez en rive droite, ainsi que  Saint-Gervais et Montézic en rive gauche. Elle est alimentée par la Truyère et son affluent le ruisseau de Gouzou, ainsi que par une trentaine de petits ruisseaux, et sert à alimenter par pompage-turbinage la retenue du barrage de Montézic via la centrale de Montézic.

### Climat
Pour des articles plus généraux, voir Climat de l'Occitanie et Climat de l'Aveyron.
En 2010, le climat de la commune est de type climat océanique altéré, selon une étude s'appuyant sur une série de données couvrant la période 1971-2000. En 2020, Météo-France publie une typologie des climats de la France métropolitaine dans laquelle la commune est exposée à un climat de montagne et est dans la région climatique Sud-est du Massif Central, caractérisée par une pluviométrie annuelle de 1 000 à 1 500 mm, minimale en été, maximale en automne.
Pour la période 1971-2000, la température annuelle moyenne est de 11,6 °C, avec une amplitude thermique annuelle de 16,1 °C. Le cumul annuel moyen de précipitations est de 1 272 mm, avec 12,5 jours de précipitations en janvier et 7,1 jours en juillet. Pour la période 1991-2020, la température moyenne annuelle observée sur la station météorologique la plus proche, située sur la commune d'Entraygues-sur-Truyère à 6 km à vol d'oiseau, est de 13,3 °C et le cumul annuel moyen de précipitations est de 1 116,3 mm,. Pour l'avenir, les paramètres climatiques de la commune estimés pour 2050 selon différents scénarios d'émission de gaz à effet de serre sont consultables sur un site dédié publié par Météo-France en novembre 2022.

### Milieux naturels et biodiversité

#### Espaces protégés
La protection réglementaire est le mode d’intervention le plus fort pour préserver des espaces naturels remarquables et leur biodiversité associée.
Dans ce cadre, la commune fait partie d'un espace protégé, le Parc naturel régional de l'Aubrac, créé par décret le 23 mai 2018 et d'une superficie de 220 284 ha. Région rurale de moyenne montagne, l’Aubrac possède un patrimoine encore bien préservé. Son économie rurale, ses paysages, ses savoir-faire, son environnement et son patrimoine culturel reconnus n'en demeurent pas moins vulnérables et menacés et c'est à ce titre que cette zone a été protégée.

#### Sites Natura 2000

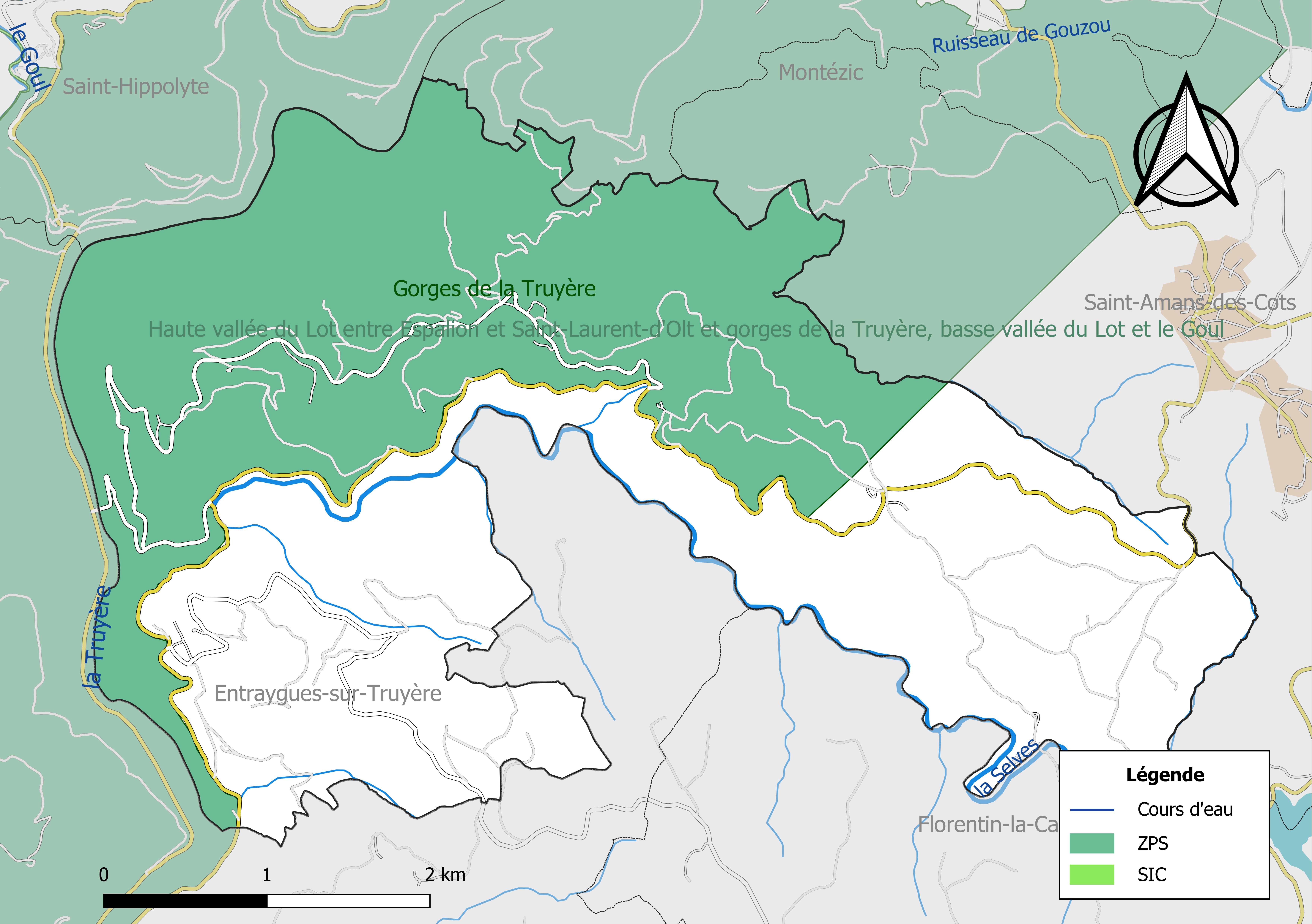
Sites Natura 2000 sur le territoire communal.

Le réseau Natura 2000 est un réseau écologique européen de sites naturels d’intérêt écologique élaboré à partir des Directives « Habitats » et « Oiseaux ». Ce réseau est constitué de Zones Spéciales de Conservation (ZSC) et de Zones de Protection Spéciale (ZPS). Dans les zones de ce réseau, les États Membres s'engagent à maintenir dans un état de conservation favorable les types d'habitats et d'espèces concernés, par le biais de mesures réglementaires, administratives ou contractuelles.
Un site Natura 2000 a été défini sur la commune au titre de la « directive Habitats » : 
- La « Haute vallée du Lot entre Espalion et Saint-Laurent-d'Olt et gorges de la Truyère, basse vallée du Lot et le Goul », d'une superficie de 5 653 ha, comprend une partie de la vallée du Lot ainsi que deux de ses affluents : la Truyère et le Goul. Le site est remarquable d'une part du fait de la présence de deux espèces d'intérêt communautaire : la Loutre d'Europe et le Chabot  et de plusieurs habitats aquatiques et forestiers d'intérêts communautaires qui se rapportent aux trois entités paysagères du site[22].

et au titre de la Directive Oiseaux : 
- Les « Gorges de la Truyère », d'une superficie de 16 681 ha, où douze espèces de l'annexe 1 se reproduisent régulièrement sur le site, parmi lesquelles huit espèces de rapaces[23].

#### Zones naturelles d'intérêt écologique, faunistique et floristique
L’inventaire des zones naturelles d'intérêt écologique, faunistique et floristique (ZNIEFF) a pour objectif de réaliser une couverture des zones les plus intéressantes sur le plan écologique, essentiellement dans la perspective d’améliorer la connaissance du patrimoine naturel national et de fournir aux différents décideurs un outil d’aide à la prise en compte de l’environnement dans l’aménagement du territoire.
Le territoire communal de Campouriez comprend deux ZNIEFF de type 1,, 
les « Rivières de la Truyère et du Goul » (714,8 ha, couvrant 11 communes dont 9 dans l'Aveyron et 2 dans le Cantal)
et la « Vallée de la Truyère au barrage de Couesques » (285 ha, couvrant 2 communes du département)
et une ZNIEFF de type 2,, 
la « Vallée de la Truyère, du Goul et de la Bromme » (8 876 ha, qui s'étend sur 18 communes dont 12 dans l'Aveyron et 6 dans le Cantal).

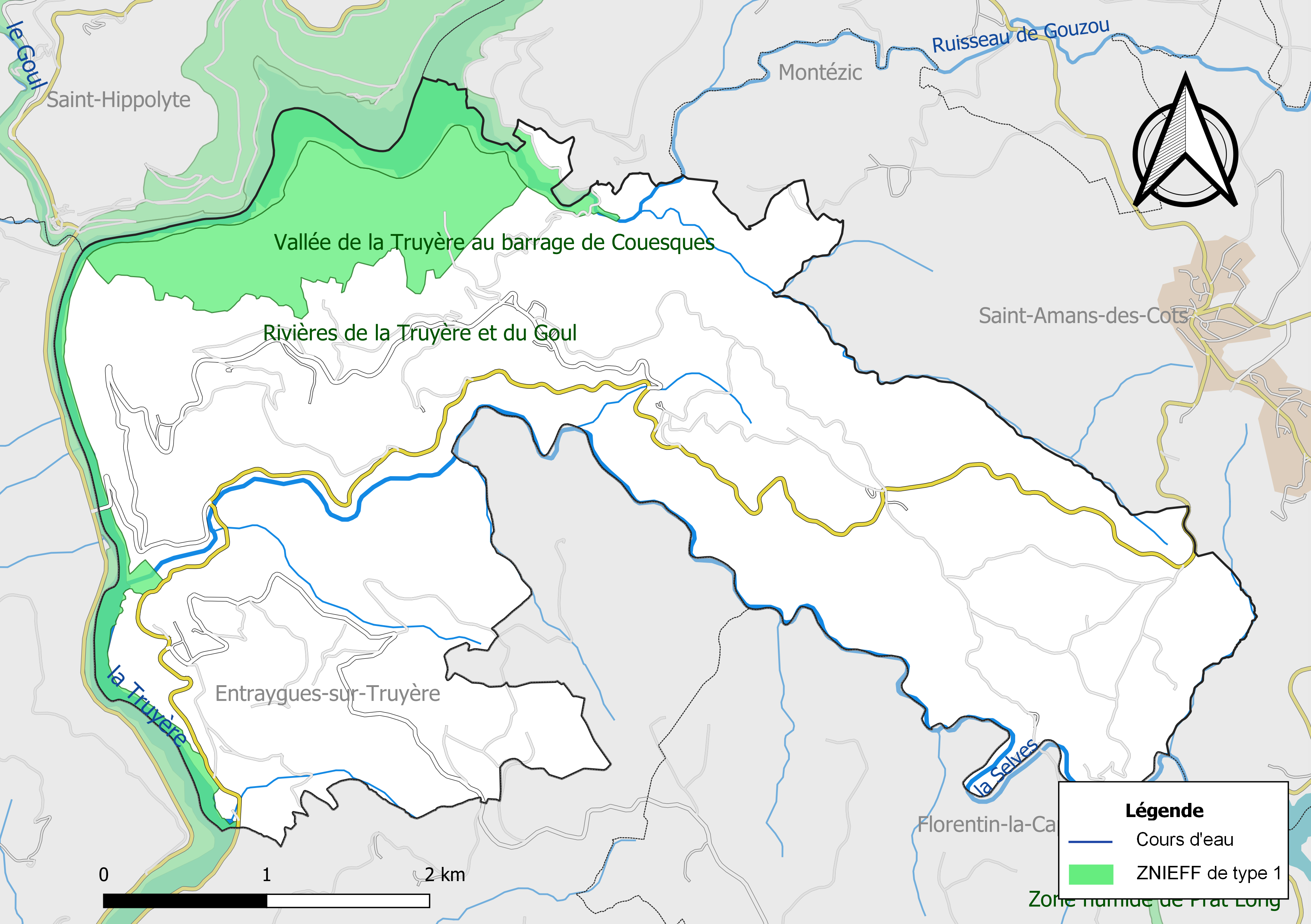
Carte des ZNIEFF de type 1 de la commune.
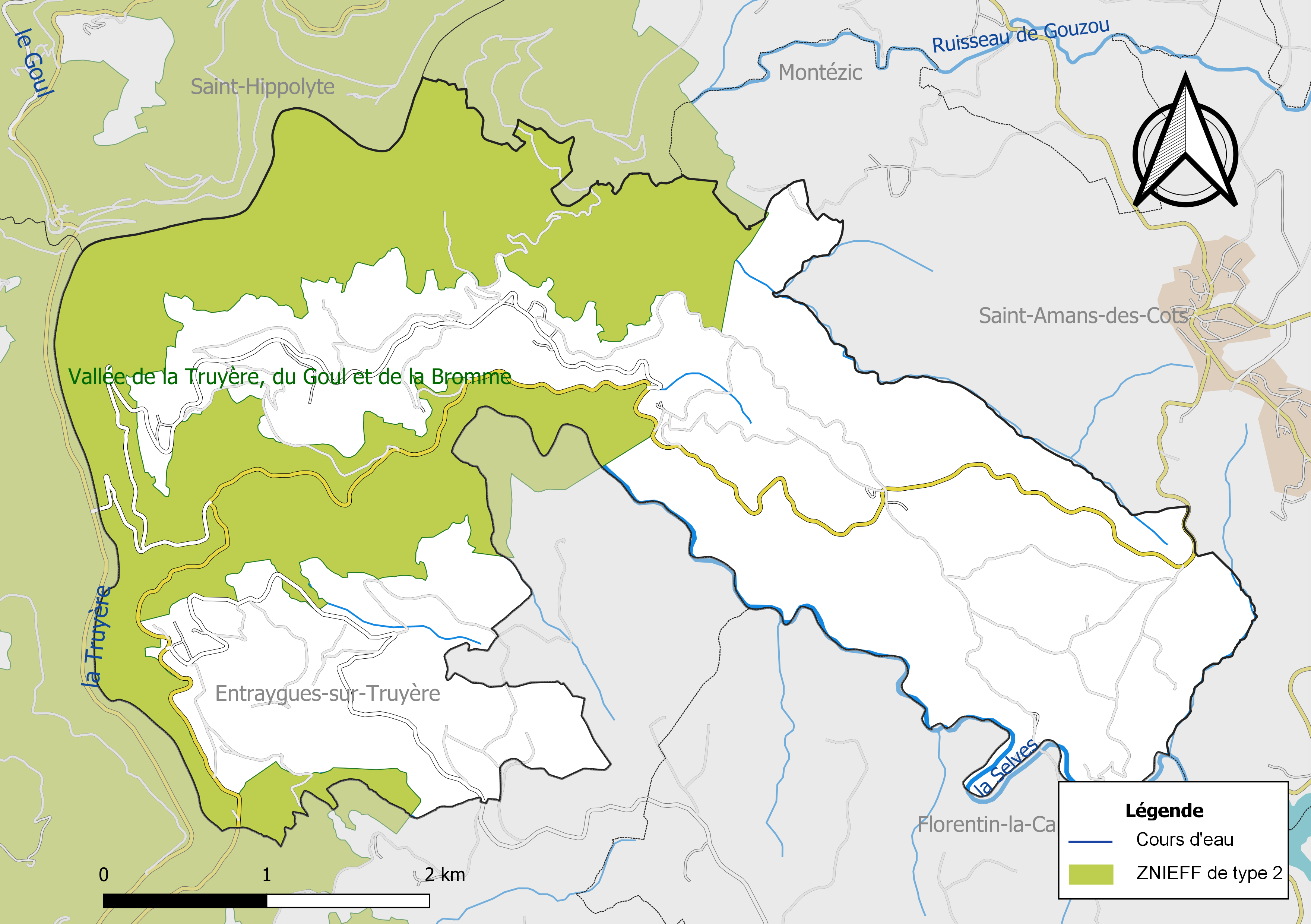
Carte de la ZNIEFF de type 2 de la commune.

## Urbanisme

### Typologie
Au 1er janvier 2024, Campouriez est catégorisée commune rurale à habitat dispersé, selon la nouvelle grille communale de densité à 7 niveaux définie par l'Insee en 2022.
Elle est située hors unité urbaine et hors attraction des villes,.

### Occupation des sols

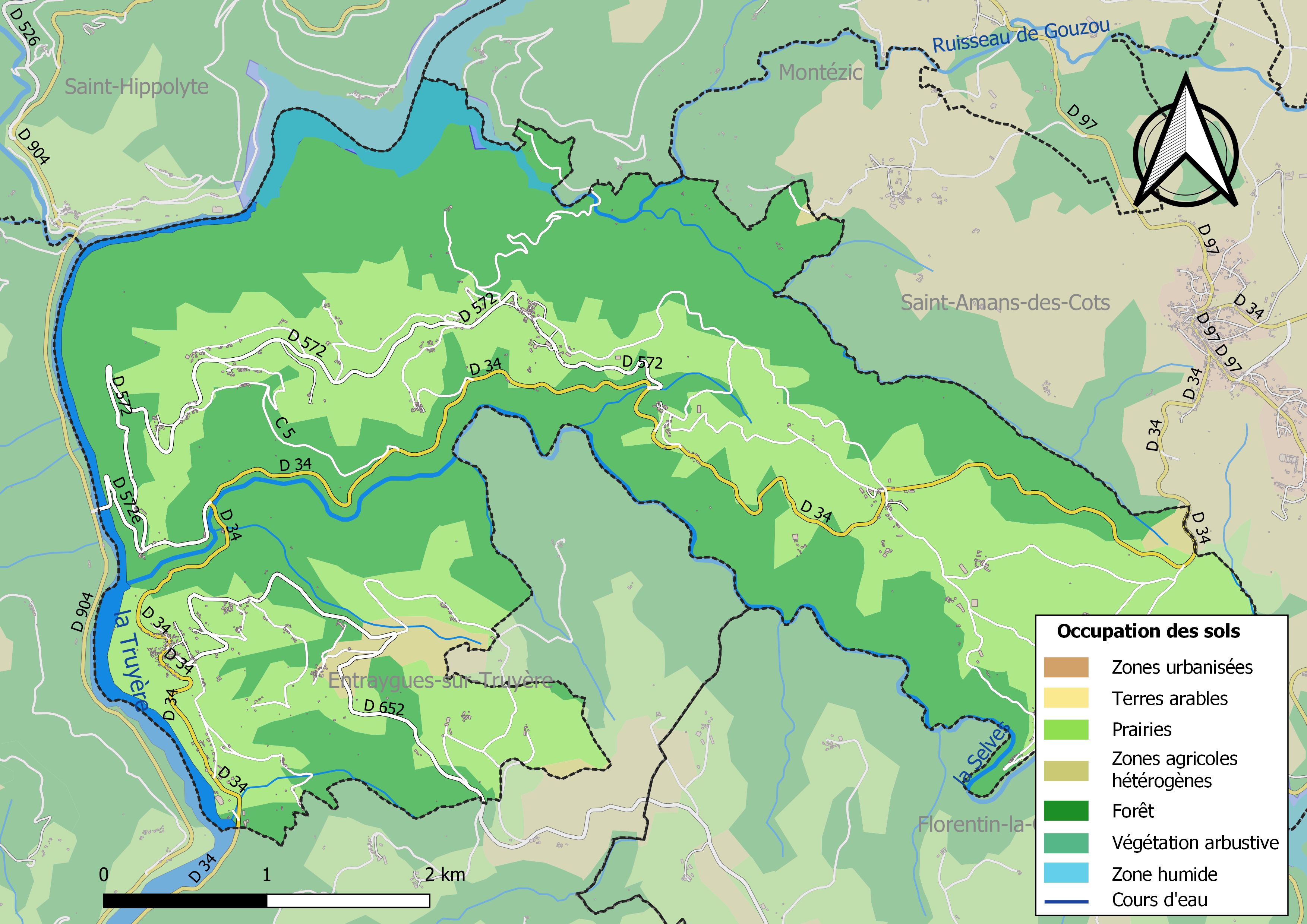
Infrastructures et occupation des sols de la commune de Campouriez.

L'occupation des sols de la commune, telle qu'elle ressort de la base de données européenne d’occupation biophysique des sols Corine Land Cover (CLC), est marquée par l'importance des forêts et milieux semi-naturels (55,1 % en 2018), en diminution par rapport à 1990 (57,9 %). La répartition détaillée en 2018 est la suivante : 
forêts (55,1 %), prairies (41,5 %), zones agricoles hétérogènes (1,9 %), eaux continentales (1,4 %).

### Planification
La commune disposait en 2017 d'une carte communale approuvée et un plan local d'urbanisme était en élaboration.

### Risques majeurs
Le territoire de la commune de Campouriez est vulnérable à différents aléas naturels : climatiques (hiver exceptionnel ou canicule), feux de forêts et séisme (sismicité faible).
Il est également exposé à un risque technologique, la rupture d'un barrage, et à un risque particulier, le risque radon,.

#### Risques naturels
Le Plan départemental de protection des forêts contre les incendies découpe le département de l’Aveyron en sept « bassins de risque » et définit une sensibilité des communes à l’aléa feux de forêt (de faible à très forte). La commune est classée en sensibilité faible.
Les mouvements de terrains susceptibles de se produire sur la commune sont liés à la présence de cavités souterraines localisées sur la commune,.

#### Risques technologiques
Dans le département de l'Aveyron on dénombre huit grands barrages susceptibles d’occasionner des dégâts en cas de rupture. La commune fait partie des 64 communes susceptibles d’être touchées par l’onde de submersion consécutive à la rupture d’un de ces barrages.

#### Risque particulier
Dans plusieurs parties du territoire national, le radon, accumulé dans certains logements ou autres locaux, peut constituer une source significative d’exposition de la population aux rayonnements ionisants. Toutes les communes du département sont concernées par le risque radon à un niveau plus ou moins élevé. La commune de Campouriez est classée à risque moyen à élevé.

## Toponymie
La signification de ce nom est incertaine. On appelle également l'endroit le pays des Coustoubis, les habitants des coteaux de vignes. Situé sur le haut d'une colline, le village offre une vue étendue sur les alentours. Le territoire communal compte de nombreux hameaux : la Vaysse, la Joanie, le Bruel, Nigole, Banhars et surtout Bez-Bédène, site naturel exceptionnel sur un éperon de granit.

## Politique et administration

### Découpage territorial
La commune de Campouriez est membre de la communauté de communes Aubrac, Carladez et Viadène, un établissement public de coopération intercommunale (EPCI) à fiscalité propre créé le 1er janvier 2017 dont le siège est à Laguiole. Ce dernier est par ailleurs membre d'autres groupements intercommunaux.
Sur le plan administratif, elle est rattachée à l'arrondissement de Rodez, au département de l'Aveyron et à la région Occitanie. Sur le plan électoral, elle dépend du  canton d'Aubrac et Carladez pour l'élection des conseillers départementaux, depuis le redécoupage cantonal de 2014 entré en vigueur en 2015, et de la première circonscription de l'Aveyron  pour les élections législatives, depuis le dernier découpage électoral de 2010.

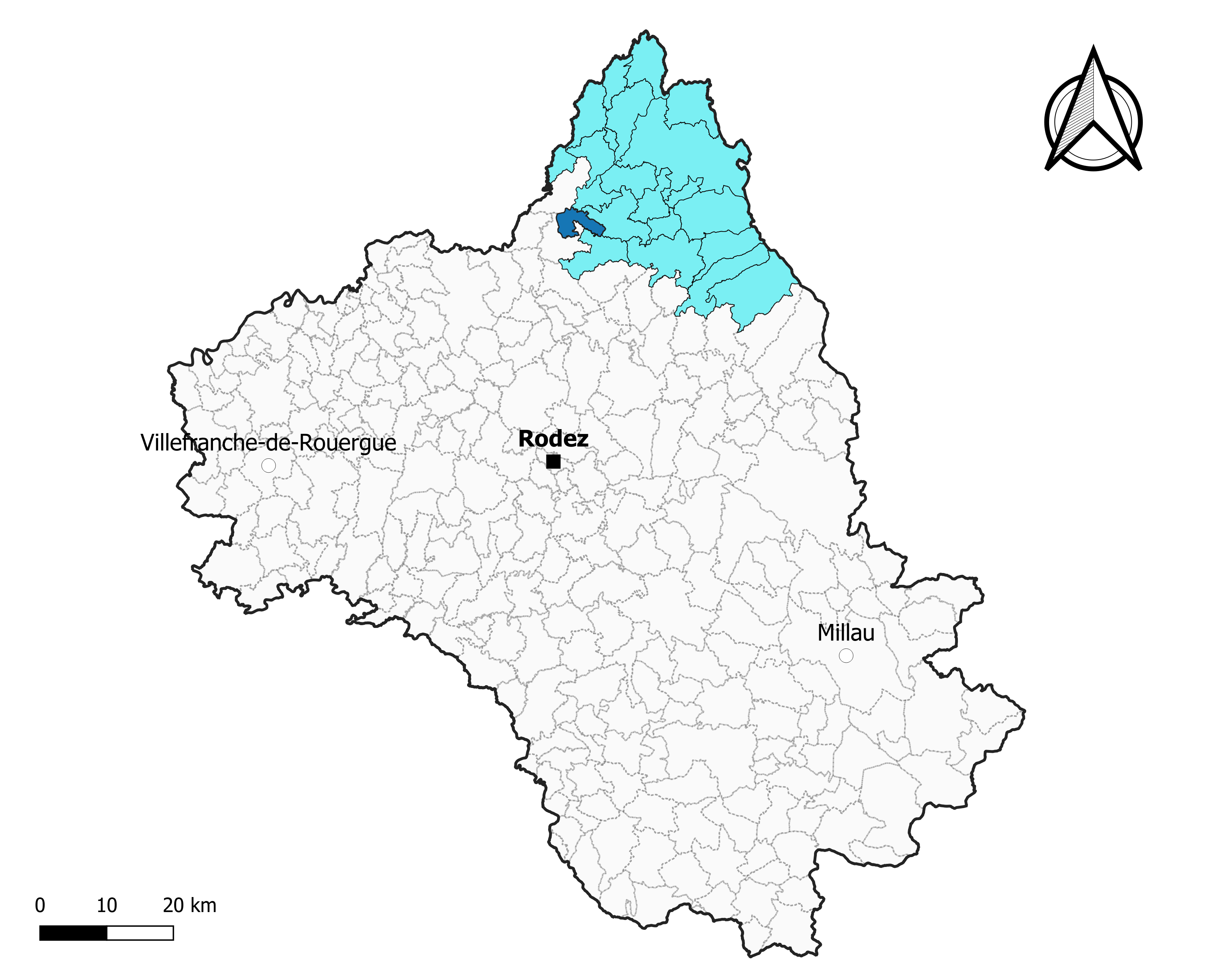
Campouriez dans l'intercommunalité en 2020[Note 5].
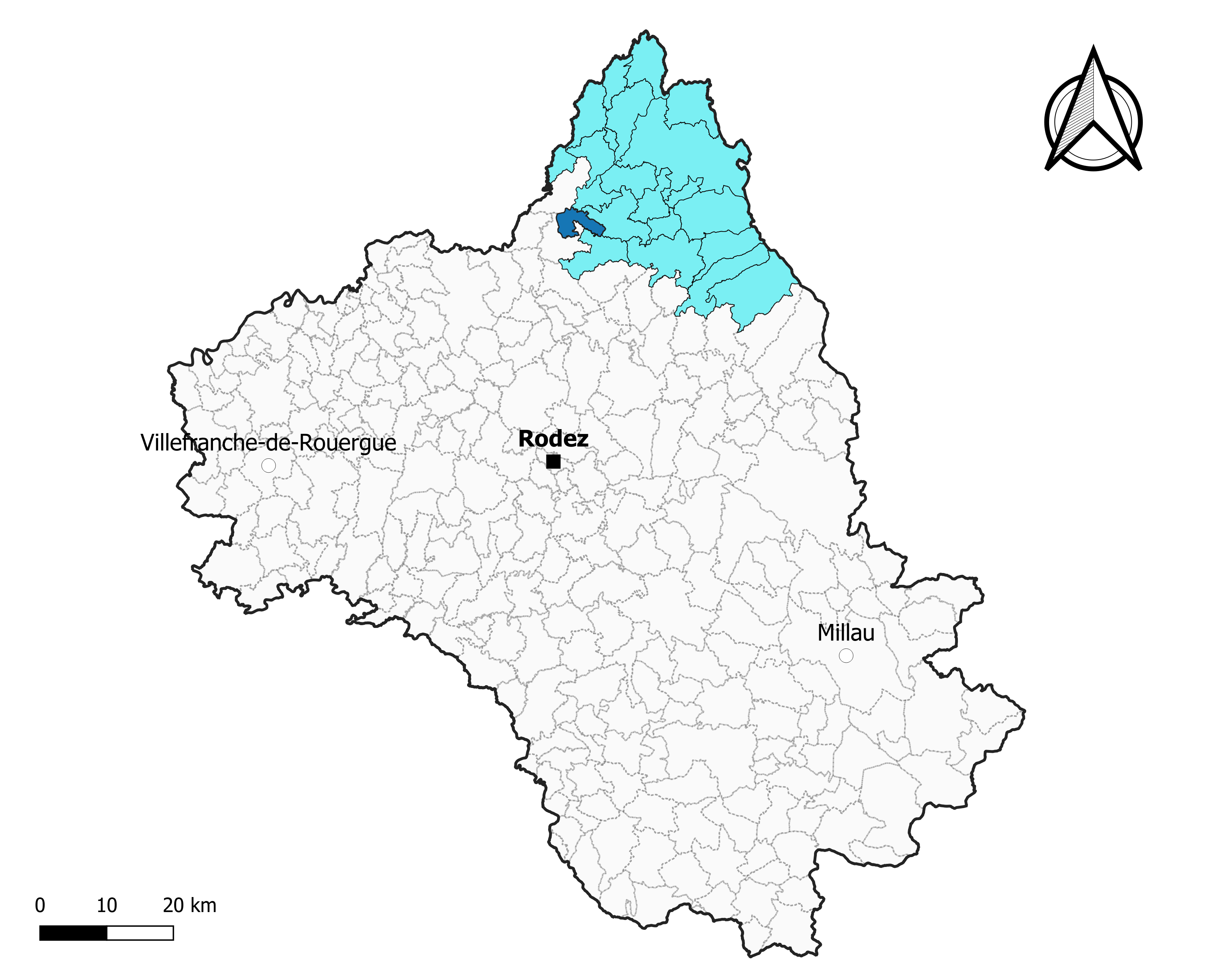
Campouriez dans le canton d'Aubrac et Carladez en 2020.
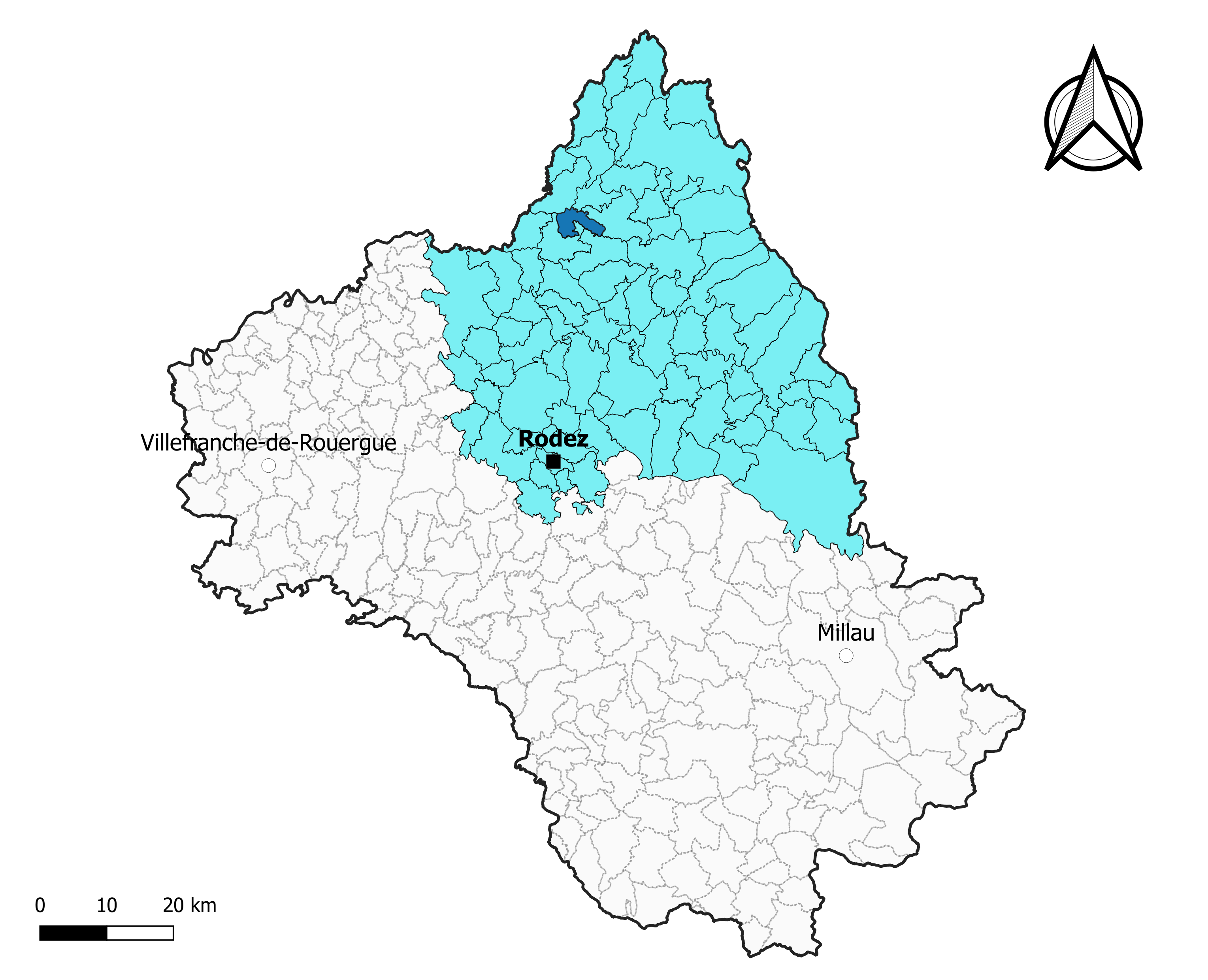
Campouriez dans l'arrondissement de Rodez en 2020.

### Élections municipales et communautaires

#### Élections de 2020
Le conseil municipal de Campouriez, commune de moins de 1 000 habitants, est élu au scrutin majoritaire plurinominal à deux tours avec candidatures isolées ou groupées et possibilité de panachage. Compte tenu de la population communale, le nombre de sièges à pourvoir lors des élections municipales de 2020 est de 11. La totalité des onze candidats en lice est élue dès le premier tour, le 15 mars 2020, avec un taux de participation de 68,31 %.
Christophe Delmas est élu nouveau maire de la commune le 28 mai 2020.
Dans les communes de moins de 1 000 habitants, les conseillers communautaires sont désignés parmi les conseillers municipaux élus en suivant l’ordre du tableau (maire, adjoints puis conseillers municipaux) et dans la limite du nombre de sièges attribués à la commune au sein du conseil communautaire. Un siège est attribué à la commune au sein de la communauté de communes Aubrac, Carladez et Viadène.

#### Liste des maires
| Période                                  | Période  | Identité           | Étiquette | Qualité                           |
| ---------------------------------------- | -------- | ------------------ | --------- | --------------------------------- |
| 1983                                     | ?        | Gérard Laparra     | DVD       | Agriculteur retraité              |
| novembre 2018                            | mai 2020 | Monique Boiche     |           | Retraitée de la fonction publique |
| mai 2020                                 | En cours | Christophe Delmas, |           | Technicien                        |
| Les données manquantes sont à compléter. |          |                    |           |                                   |

## Démographie
L'évolution du nombre d'habitants est connue à travers les recensements de la population effectués dans la commune depuis 1800. Pour les communes de moins de 10 000 habitants, une enquête de recensement portant sur toute la population est réalisée tous les cinq ans, les populations de référence des années intermédiaires étant quant à elles estimées par interpolation ou extrapolation. Pour la commune, le premier recensement exhaustif entrant dans le cadre du nouveau dispositif a été réalisé en 2008.

En 2022, la commune comptait 330 habitants, en évolution de −7,04 % par rapport à 2016 (Aveyron : +0,37 %, France hors Mayotte : +2,11 %).
| 1800 | 1806  | 1821 | 1831 | 1836  | 1841  | 1846  | 1851  | 1856  |
| ---- | ----- | ---- | ---- | ----- | ----- | ----- | ----- | ----- |
| 52   | 1 192 | 964  | 998  | 1 112 | 1 211 | 1 248 | 1 272 | 1 198 |

| 1861  | 1866  | 1872  | 1876  | 1881  | 1886  | 1891  | 1896  | 1901  |
| ----- | ----- | ----- | ----- | ----- | ----- | ----- | ----- | ----- |
| 1 200 | 1 290 | 1 318 | 1 352 | 1 390 | 1 300 | 1 239 | 1 161 | 1 047 |

| 1906  | 1911  | 1921 | 1926 | 1931 | 1936 | 1946 | 1954 | 1962 |
| ----- | ----- | ---- | ---- | ---- | ---- | ---- | ---- | ---- |
| 1 091 | 1 103 | 973  | 897  | 889  | 814  | 810  | 698  | 590  |

| 1968 | 1975 | 1982 | 1990 | 1999 | 2006 | 2008 | 2013 | 2018 |
| ---- | ---- | ---- | ---- | ---- | ---- | ---- | ---- | ---- |
| 540  | 512  | 500  | 422  | 393  | 398  | 400  | 359  | 346  |

| 2022 | - | - | - | - | - | - | - | - |
| ---- | - | - | - | - | - | - | - | - |
| 330  | - | - | - | - | - | - | - | - |

## Économie

### Revenus
En 2018  (données Insee publiées en septembre 2021), la commune compte 176 ménages fiscaux, regroupant 352 personnes. La médiane du revenu disponible par unité de consommation est de 19 600 € (20 640 € dans le département).

### Emploi
| Division       | 2008  | 2013  | 2018  |
| -------------- | ----- | ----- | ----- |
| Commune        | 6,3 % | 6,1 % | 5,6 % |
| Département    | 5,4 % | 7,1 % | 7,1 % |
| France entière | 8,3 % | 10 %  | 10 %  |

En 2018, la population âgée de 15 à 64 ans s'élève à 179 personnes, parmi lesquelles on compte 80,4 % d'actifs (74,9 % ayant un emploi et 5,6 % de chômeurs) et 19,6 % d'inactifs,. En  2018, le taux de chômage communal (au sens du recensement) des 15-64 ans est inférieur à celui de la France et département, alors qu'en 2008 il était supérieur à celui du département et inférieur à celui de la France.
La commune est hors attraction des villes,. Elle compte 70 emplois en 2018, contre 80 en 2013 et 83 en 2008. Le nombre d'actifs ayant un emploi résidant dans la commune est de 142, soit un indicateur de concentration d'emploi de 49,2 % et un taux d'activité parmi les 15 ans ou plus de 49,2 %.
Sur ces 142 actifs de 15 ans ou plus ayant un emploi, 54 travaillent dans la commune, soit 38 % des habitants. Pour se rendre au travail, 81,7 % des habitants utilisent un véhicule personnel ou de fonction à quatre roues, 2,1 % s'y rendent en deux-roues, à vélo ou à pied et 16,2 % n'ont pas besoin de transport (travail au domicile).

### Activités hors agriculture
34 établissements sont implantés  à Campouriez au 31 décembre 2019. Le tableau ci-dessous en détaille le nombre par secteur d'activité et compare les ratios avec ceux du département,.
| Secteur d'activité                                                                                        | Commune | Commune | Département |
| Secteur d'activité                                                                                        | Nombre  | %       | %           |
| --- | ------- | ------- | ----------- |
| Ensemble                                                                                                  | 34      |         |             |
| Industrie manufacturière, industries extractives et autres                                                | 5       | 14,7 %  | (17,7 %)    |
| Construction                                                                                              | 13      | 38,2 %  | (13 %)      |
| Commerce de gros et de détail, transports, hébergement et restauration                                    | 9       | 26,5 %  | (27,5 %)    |
| Activités immobilières                                                                                    | 1       | 2,9 %   | (4,2 %)     |
| Activités spécialisées, scientifiques et techniques et activités de services administratifs et de soutien | 3       | 8,8 %   | (12,4 %)    |
| Administration publique, enseignement, santé humaine et action sociale                                    | 2       | 5,9 %   | (12,7 %)    |
| Autres activités de services                                                                              | 1       | 2,9 %   | (7,8 %)     |

Le secteur de la construction est prépondérant sur la commune puisqu'il représente 38,2 % du nombre total d'établissements de la commune (13 sur les 34 entreprises implantées  à Campouriez), contre 13 % au niveau départemental.

### Agriculture
La commune est dans la « Viadène et vallée du Lot », une petite région agricole occupant le nord-ouest du département de l'Aveyron. En 2020, l'orientation technico-économique de l'agriculture  sur la commune est l'élevage bovin, orientation mixte lait et viande.
|               | 1988 | 2000 | 2010 | 2020 |
| ------------- | ---- | ---- | ---- | ---- |
| Exploitations | 43   | 36   | 22   | 16   |
| SAU (ha)      | 893  | 807  | 660  | 729  |

Le nombre d'exploitations agricoles en activité et ayant leur siège dans la commune est passé de 43 lors du recensement agricole de 1988  à 36 en 2000 puis à 22 en 2010 et enfin à 16 en 2020, soit une baisse de 63 % en 32 ans. Le même mouvement est observé à l'échelle du département qui a perdu pendant cette période 51 % de ses exploitations,. La surface agricole utilisée sur la commune a également diminué, passant de 893 ha en 1988 à 729 ha en 2020. Parallèlement la surface agricole utilisée moyenne par exploitation a augmenté, passant de 21 à 46 ha.

## Culture locale et patrimoine

### Lieux et monuments
À Campouriez même se trouve l'église Saint-Clair qui date du XVe siècle. En face a été érigée en 1860 la statue en fonte de Notre-Dame des vignes afin de conjurer l'épidémie de phylloxéra qui ravageait les cultures de vigne.
- Église Saint-Clair de Campouriez.
- Église Saint-Gausbert de Bez-Bedène.
- Église Saint-Géraud de Banhars.

### Bez-Bédène

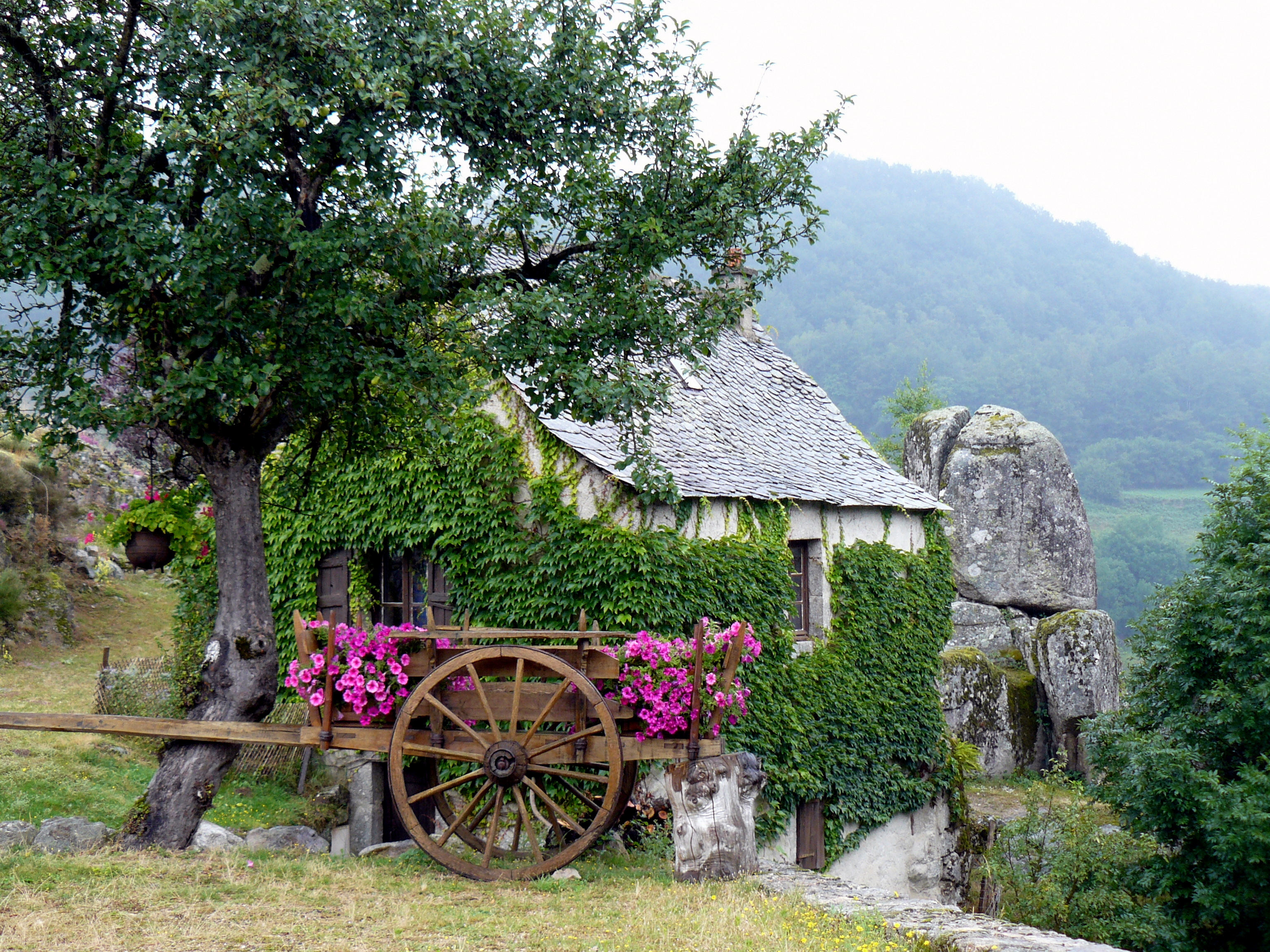
Vue de Bez-Bédène.

Bez-Bédène constitue un site naturel remarquable, entouré de falaises de granit rose. Saint Gausbert y fonda au XIe siècle un ermitage. Le nom de Bez-Bédène provient des bois de bouleaux (beç en occitan) qui couvraient cette "presqu’île" rocheuse. « Bédène » qui est à l'origine de « Viadène », fait référence à la dixième voie romaine qui passait à proximité, mais c'est une explication très aventurée et on ne voit pas le rapport avec les bouleaux.
Le hameau est bâti sur un éperon rocheux dominant la Selves. Son église romane du XIIe siècle possède un clocher-peigne et abrite une statue en bois de saint Gausbert du XIVe siècle ainsi qu'un retable du XVIIIe siècle représentant les mystères du rosaire. À l'extrémité du site se dresse une pierre branlante. À proximité se trouve un pont daté de 1329, fait d'une seule arche, qui enjambe la Selves.

### Personnalités liées à la commune
- Charles Delouvrier (1821-1894)[59], ingénieur civil, inventeur aéronautique, auteur de travaux sur la propulsion par moteur à réaction, né et mort à Campouriez, maire de la commune de 1884 à 1888.
- Le chanteur et comédien Roger Riffard repose au cimetière de Banhars, où il possédait une petite maison.

### Héraldique
| Blason de la ville de Campouriez. | D'azur à trois balances d'or posées 2 et 1, surmontées d'une burelle du même. |